# Family Channel
Family Channel este un canal de televiziune prin cablu specializat în programe pentru adolescenți, prin seriale și filme originale, originar în Canada, care s-a extins ulterior la nivel global. A fost anunțat ca post pentru copii, totuși în ultimii ani publicul a crescut atrăgând și o audiență mai în vârstă, în general adolescenții, adulții tineri și familiile tinere. În prezent disponibilă prin cablu sau satelit, rețeaua este o proprietate a WildBrain. Rețeaua are sediul în Toronto, Ontario, Canada, și de asemenea conduce un site numit FamilyChannel.com.

## Programe originale
- Katie și Orbie
- Lumea lui Henry
- Circul lui JoJo
- Picioarele lui Franny
- Viața sălbatică a lui Darcy